# 佐古利正
佐古 利正（さこ としまさ、明治45年〈1912年〉6月26日 - 平成10年〈1998年〉9月22日）は、日本の神職、教育者。宇津神社宮司。

## 生涯
明治45年（1912年）6月26日、佐古吉浦・しづ夫妻の五男として、山口県都濃郡鹿野町（現周南市）に誕生した。
昭和5年（1930年）、旧制山口県立岩国中学校を卒業すると、姉幸嬰の強い影響を受けて、同年4月1日に神宮皇學館本科第二部に入学した。同期には呉市出身の白石舜逸がいた。在学中の昭和7年（1932年）5月、神宮皇學館大講堂に於いてジョセフ・ウォーレン・ティーツ・メーソンの「神道の創造性について」という講演会が開かれこれに出席すると強い衝撃を受け、メーソンの『神ながらの道』を日夜読み耽ったという。
昭和9年（1934年）3月10日、神宮皇學館を卒業し、岩国で教師となる。昭和13年（1938年）7月、西村八重子と結婚するがその4日後に召集令状が届き、応召した。支那事変（日中戦争）のため上海に上陸し、無錫に移るもマラリア・結核に罹患し、野戦病院に移送され二年間の療養ののち昭和15年（1940年）広島に於いて除隊した。その後は旧制山口県立宇部中学校で「国史」の教師となった。
昭和17年（1942年）、長男利南（）が誕生した。昭和19年（1944年）、義兄にして親友の白石舜逸が病臥すると、その息子一洌（）の教育について「一洌を神道界に、また神宮皇學館に進ませるように」と託された。舜逸は同年11月に帰幽した。昭和20年（1945年）、再び召集令状が届くと、本土決戦に備え九州の山奥で訓練していたが、そのさなかに終戦した。昭和21年（1946年）には次男正人（）が誕生した。
昭和23年（1948年）、岩国に戻って新制中学校で英語を教えた。その後、和木町立和木中学校第6代校長に就任。昭和43年度（1968年4月 - 1969年3月）、明治100周年記念事業として予算33万円で門柱・門扉を築造することになると、利正校長は3名の教員と共に門に相応しい自然石を探しに、錦川を遡上して錦町まで到って探すも見つからず、夕刻に小瀬川を下って弥栄峡でようやく見つけたという。その石に刻まれた「自尊」と「敬虔」という言葉について、「自尊とは、自分の人格を大切にして品位を傷つけないこと」「敬虔とは、神仏を深く敬いつつしむさま」このことを生徒たちに教え続けた。
教職を退くと、宇津神社宮司に専念した。平成2年（1990年）10月27日には宗像大社を正式参拝している。
平成10年（1998年）5月5日、姉幸嬰が帰幽。同年9月22日、後を追うように86歳（数え87歳）で帰幽した。

## 系譜
- 父：佐古吉浦
- 母：佐古しづ
- 妻：佐古八重子
  - 長男：佐古利南（1942 - ）
  - 次男：佐古正人（1946 - 2003）